# Bohdan Halczak
Bohdan Halczak (ur. 1959) – polski historyk, doktor habilitowany nauk humanistycznych, nauczyciel akademicki Uniwersytetu Zielonogórskiego, autor kilku książek.

## Życiorys
W 1982 roku ukończył studia w Instytucie Historii Wyższej Szkoły Pedagogicznej w Zielonej Górze. Od 1987 pracuje jako nauczyciel akademicki. W 1989 uzyskał stopień naukowy doktora, a w 2001 otrzymał stopień doktora habilitowanego nauk humanistycznych w zakresie historii.
Członek rady redakcyjnej czasopisma „Človek a spoločnost”.

## Wybrane publikacje
- Historia 2 : czasy nowożytne: przewodnik dla nauczyciela liceum ogólnokształcącego, liceum profilowanego i technikum: zakres podstawowy i rozszerzony (2003)
- Dzieje Ukraińców w Polsce w latach 1921–1989 (2010)
- Dzieje Łemków: od średniowiecza do czasów współczesnych (2014)
- Historia: historia najnowsza: podręcznik dla szkół ponadgimnazjalnych: zakres podstawowy (2015)